# 陌生的天花板
《陌生的天花板》是由GAINAX制作的日本电视动画《新世纪福音战士》的第二集。这一集由榎户洋司和系列导演庵野秀明担任编剧，由鹤卷和哉导演，于1995年10月11日在东京电视台播出。该系列主要以一场世界性大灾难发生15年后的要塞都市第三新东京市为舞台。主角是十四岁的少年碇真嗣，父亲碇源堂将他招募到NERV组织，然后要之驾驶巨型人型机甲“Evangelion”（俗称：EVA），跟敌人“使徒”战斗。本集中碇真嗣驾驶EVA初号机击败了使徒Sachiel，并住进葛城美里的公寓开始新的生活。
《陌生的天花板》于1994年9月至1995年5月制作。制作团队在剧集中使用了基督教的宗教符号，英文标题“野兽”参考了《启示录》中的海兽。本集在日本的电视台获得了5.3%的收视率，并受到了公众的普遍好评，其中的战斗场景更是得到了许多评论员的称赞。

## 剧情

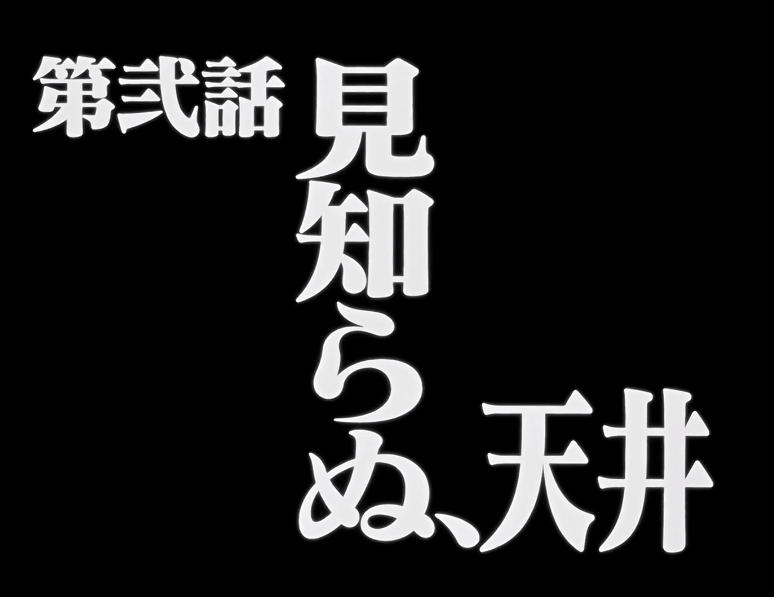
标题以黑底白字、标志性字体排版呈现

驾驶员碇真嗣准备驾驶他的机甲EVA初号机面对名为Sachiel的敌人，它是一系列被称为“使徒”的生物中的第三个。真嗣设法移动他的EVA，使其成功地迈出了第一步。但当他试图迈出第二步时，EVA被绊倒并脸朝下摔倒在地。EVA初号机在Sachiel的攻击下无能为力，真嗣也因恐惧而僵住了。使徒拽起EVA的脸，并损坏它的左臂和右眼。随后驾驶员的信号消失，EVA也失去了动力。此时画面切换至真嗣在病房中醒来，映入眼帘的是一面陌生的天花板，他似乎想不起之前与使徒的战斗。与此同时，他的父亲，特务机关NERV的司令官碇源堂，与该组织的神秘赞助者，人类补完委员会会面。委员会主席基路·洛仑兹指示他，不要让使徒的重新出现导致“人类补完计划”的延误。真嗣在医院看到了他的同僚驾驶员绫波丽，在等电梯时还遇见了他的父亲，但父亲仍对他态度冷淡，两人间没有交谈。
NERV的作战部长葛城美里在战斗结束后出现，检查了真嗣的情况。美里得知真嗣被安排了单独的住所时，决定将他接到自己的公寓共同生活，并成为他的监护人。安顿下来后的当天晚上，真嗣独自躺在他的新卧室里，盯着陌生的天花板，终于回忆起那场战斗：在遭到攻击后，NERV失去了对EVA的控制。EVA重新激活并“暴走”，开始独立行动。EVA先对使徒发动了一次猛烈的攻击，成功地破坏了它的脸，随后发动的第二次攻击被使徒展开的名为A.T.力场的屏障阻挡，但EVA复原了其左臂，用另一个A.T.力场侵蚀了它。破坏了A.T.力场后，EVA很快重创使徒，并试图击碎使徒的“核”，使徒此时自爆，但EVA仍安然无恙。NERV重新获得对EVA的控制后，EVA遭损坏的头盔脱落，真嗣瞥见EVA的脸映在一栋大楼的窗户上。在真嗣的注视下，EVA的眼睛再生了，并紧盯着他。真嗣被吓得大叫，回忆结束。回忆完这场战斗后，真嗣慢慢蜷缩在床上。美里来到他的门前，称赞他驾驶EVA拯救了这座城市。

## 制作
《陌生的天花板》的制作于1994年9月开始，与前一集《使徒来袭》同时进行，1995年5月结束。本集的导演（演出）由系列副导演鹤卷和哉担任，庵野秀明和榎户洋司编剧。与前一集不同，《陌生的天花板》采用了非线性叙事，穿插了倒叙和场景转换；在后期录制过程中，庵野仍然对《使徒来袭》不满意，并将其描述为“失败”，因为它无法超越《机动战士高达》的第一集。与《使徒来袭》相同，本集分镜仍由摩砂雪和庵野秀明负责。吉成曜和本集作画监督本田雄负责EVA初号机和Sachiel的战斗场景的关键动画。长谷川真也负责美里在她的公寓里喝啤酒并建议真嗣洗澡的场景的关键动画，浅利义远和Kio诚儿则担任设定助理（設定補）。
标题“陌生的天花板”于1993年决定，当时GAINAX出版了《新世纪福音战士》的“企画書”。在企画書中，名为Raziel的使徒和暴走的EVA初号机开始战斗情节被安排在《使徒来袭》中，但在制作中将其转移到本集，使徒被改为Sachiel。据小黑祐一郎所述，EVA初号机和Raziel的战斗在分镜中更接近于《奥特曼》风格的特摄战斗，但本田雄将其改为了更加动画式的镜头。小黑祐一郎还指出，本田雄用简练的线条来组织画面，不像第一话的作画监督铃木俊二试图忠实地还原贞本义行的人设。本集中将人物放在画面的一端等的异色的镜头是出自摩砂雪之笔，小黑祐一郎认为这是第二话的重要看点之一，且摩砂雪对《新世纪福音战士》整体的风格产生了很大的影响。《新世纪福音战士》的会话场景中，角色很多时候并不会去看对方的脸，也是与本片主题相关的演出手法，最早见于本集，在美里与律子对话中尤为明显。此外，为表现Sachiel的A.T.力场，制作人员使用了短时间的透射光处理。吉成曜负责战斗场景，他试图用尺子画出EVA初号机的肩膀和脸。在EVA初号机暴走前，制作人员还放大了真嗣的脸部特写；制作人员在画脸部时采用了广角镜头的概念，用CG进行变形。
庵野称，初号机扯开A.T.力场的意象是强奸，他也在此段场景中加入了撕布的声音，因为强奸的第一步是脱掉衣服。他认为A.T.（Absolute Terror，意为“绝对恐怖领域”）需要有一种恐怖的感觉，是“绝对不想让别人进去的地方。总之是保护自己最重要的东西”的感觉。庵野一開始想到A.T.力場的設定時，是為了使「只有EVA能對抗使徒」的前提成立，庵野后来才思考了它作为“心之壁”的意义。庵野还即兴创作了“人类补完计划”这一术语，这是《新世纪福音战士》中最重要的概念之一。他表示，“我仍然不知道它将‘补完’什么……这只是口头上的虚张声势”。在真嗣独自站在医院里空旷的走廊上的场景中，使用了光影对比和单色调，以体现真嗣内心的空虚。此外，本集中出现了真实的品牌，包括三菱扶桑卡车、索尼数字音频磁带和惠比寿啤酒。音乐方面，除了鷺巢詩郎创作的原声带以外，GAINAX还使用了美里的声优三石琴乃的专辑《Lilia ~from Ys~》（1992年）中的曲目《You are the only one》。

## 文化参考
美里与律子在卡车上谈论空调的场景参考了GAINAX的上部作品《蓝宝石之谜》，EVA初号机头骨流血的情节与漫画《蓋特機器人》中的场景相似，庵野是该漫画的粉丝。本集中首次提到的要塞都市“第三新东京市”的名字是对电影《再见木星》（1984年）中TOKYO-III宇宙飞船的致敬。日本评论家Akio Nagatomi将EVA初号机的战斗描述为“非常典型的庵野秀明”，并指出他使用了与《飛越巔峰》“完全相同的闪回/阐述技术”，此外在Sachiel展开A.T.力场时还提到了相空间的科学概念。丹尼斯·雷德蒙解释到，在与Sachiel的战斗的闪回的最后一个画面中，真嗣尖叫时镜头转向眼睛的特写，这是对“最早的伟大视频套路之一”的引用，即《德州電鋸殺人狂》（1974年）中莎莉颤抖的眼睛的特写镜头。
《陌生的天花板》使用了宗教符号，尤其是基督教的十字架，例如使徒Sachiel爆炸时产生十字架形的光束。官方小册子指出，十字架象征着死亡和自我牺牲，但不清楚该系列遵循哪种含义。本集导演鹤卷和也在采访中表示，基督教的视觉符号是制作人员出于艺术考虑而使用的，因为日本观众认为它们“看起来很酷”，此外还可将《新世纪福音战士》与其他机器人动画区别开来。根据官方的小册子和材料，英文标题“野兽”可以是指使徒Sachiel、暴走的EVA初号机或冲动的真嗣。官方百科全书《EVANGELION CHRONICLE》指出，这个标题也参考了《启示录》中的海兽。

## 反响
《陌生的天花板》于1995年10月11日播出，日本电视台的收视率达到5.3%。在播出前三个月的1995年7月22日和23日，本集和《使徒来袭》在茨城县潮来市举行的第二届“GAINAX祭”上放映，此时开场动画还没有完成，但仍受到会场200余观众的欢迎。庵野也对此表示满意：“前两集忠实地反映了我的心情，当我意识到这点时，我觉得这真是太好了”。动画新闻网和《Newtype》杂志等的评论家都对《新世纪福音战士》的前两集给予了积极评价。
动画新闻网的凯尔·波普表示，“这一集的目的是建立美里的性格，可以用两个词来概括：酗酒的荡妇”。Animé Café的评论员Akio Nagatomi称本集更多地关注角色发展，尤其是碇真嗣，且“整体情绪是黑暗的、内省的”。《Polygon》称前两集“很清楚地奠定了这一世界末日之路”。《Ex》杂志的查尔斯·麦卡特评价称，前两集的节奏为角色的发展和紧张的战斗提供了充足的时间。Multiversity Comics的马修·加西亚称前两集是《新世纪福音战士》的速成课程，并从前两集中可以领略到《新世纪福音战士》的“既恐怖又有趣，既深沉悲伤又鼓舞人心，既平凡又惊人”。
真嗣与使徒Sachiel的战斗也广受好评。《Screen Rant》的杰克·卡梅伦认为这场战斗是《新世纪福音战士》中最好的战斗之一。SyFy Wire的丹尼尔·多克瑞将这场战斗列为该系列中“最精彩的不令人沮丧”的时刻之一，因为“看着一个失控的EVA机型，实在是令人惊叹、恐惧和不舒服”。Comic Book Resources的编辑鲁本·巴伦也赞美了这场战斗，称其体现了“庵野秀明视角的扭曲的残酷”。学者苏珊·J·纳皮尔注意到这场战斗的非传统性，因为真嗣表现出了他的不情愿，“似乎不像是传统意义上的英雄”，并赞扬了战斗过程，因为它以“迷人的低技术方式”结束。

## 脚注
1. ↑  角川书店 1995，第7頁.
2. ↑  King Amusement Creative 1997.
3. 1 2 3 4 5  小黑祐一郎. .   [2020-07-23]. （原始内容存档于2021-01-08） （日语）.
4. ↑  GKIDS 2021，“Staff”章节.
5. ↑  Porori 2009，第50頁.
6. ↑  Sony Magazines 2011，第17頁.
7. ↑  Kishikawa 1997，第66頁.
8. ↑  Cannarsi 2008，第25頁.
9. ↑  Morikawa 1997，第24-47頁.
10. ↑  德間書店 1996，章节.
11. ↑  Poggio 2008，第9頁.
12. 1 2  Sony Magazines 2011，第27-28頁.
13. 1 2  ADV Films 2004.
14. ↑  GAINAX 1996.
15. ↑  Sony Magazines 2007c，第25頁.
16. ↑  GAINAX 1997，第87頁.
17. ↑  Sony Magazines 2007b，第27-28頁.
18. ↑  Kishikawa 1997，第64頁.
19. ↑  メディア・パル 2013，（英文翻译）.
20. ↑  GKIDS 2021，“Episode:2 The Beast”章节.
21. ↑  June編集部 1997，第30–31頁，“庵野秀明 - Part II”章节.
22. ↑  角川书店 1996b，第162–177頁.
23. ↑  Kishikawa 1997，第58頁.
24. ↑  Poitra 2005，第57頁.
25. ↑  大泉実成 1997，第158–159頁.
26. ↑  Sony Magazines 2007a，第9-11頁.
27. ↑  Sony Magazines 2011，第26頁.
28. ↑  Cannarsi 2008，第30頁.
29. ↑  . 2011-11-28  [2020-07-23]. （原始内容存档于2020-08-24）.
30. 1 2  Cannarsi 2008，第41頁.
31. ↑  Kishikawa 1997，第52頁.
32. ↑  Kishikawa 1997，第54頁.
33. 1 2  . The Animé Café.   [2021-05-09]. （原始内容存档于2018-08-02）.
34. ↑  Sony Magazines 2011，第24-25頁.
35. ↑  Cannarsi 2008，第88頁.
36. ↑  Redmond 2004，第133頁.
37. ↑  Kishikawa 1997，第60-61頁.
38. ↑  Sony Magazines 2011，第31頁.
39. ↑  GAINAX 1997，“用語集”章节.
40. ↑  Cavallaro 2007，第59頁.
41. ↑  . Anime No Tomodachi.   [2013-09-08]. （原始内容存档于2017-09-03）.
42. ↑  Thomas, Owen. .   [2020-12-13]. （原始内容存档于2002-01-10）.
43. ↑  Sony Magazines 2011，第23頁.
44. ↑  Sony Magazines 2007d，第22頁.
45. ↑  角川书店 1996a，第74頁.
46. ↑  .   [2020-12-30]. （原始内容存档于2009-07-06） （日语）.
47. ↑  武田康广 2002，第166頁.
48. ↑  武田康广 2002，第162頁.
49. ↑  武田康广 2002，第163,166頁.
50. ↑  角川書店 2005，第11頁.
51. ↑  角川书店 1995，第5頁.
52. ↑  Crandol, Mike. . Anime News Network. 2004-08-04  [2020-12-30]. （原始内容存档于2020-11-03）.
53. ↑  Jong, Matt. .   [2020-12-30]. （原始内容存档于2020-10-23）.
54. ↑  角川書店 2005，第14–15頁.
55. ↑  Pope, Kyle. . Anime News Network. 2003-02-26  [2020-12-30]. （原始内容存档于2020-11-15）.
56. ↑  . Polygon. 2020-01-07  [2020-12-30]. （原始内容存档于2020-12-31）.
57. ↑  McCarter, Charles. . Ex. （原始内容存档于2007-10-24）.
58. ↑  Matthew Garcia. . Multiversity Comics. 2021-06-13  [2022-01-16]. （原始内容存档于2021-06-14）.
59. ↑  Cameron, Jack. . Screen Rant. 2019-07-07  [2020-12-30]. （原始内容存档于2020-11-17）.
60. ↑  Dockery, Daniel. . Syfy.com. 2019-06-23  [2020-07-23]. （原始内容存档于2021-01-08）.
61. ↑  Aravind, Ajay. . 2020-12-29  [2020-12-30]. （原始内容存档于2021-01-29）.
62. ↑  Napier, Susan J. . Science Fiction Studies. 2002, 29 (88): 425. ISSN 0091-7729. （原始内容存档于2007-06-11）.
63. ↑  Napier 2005，第98頁.